# Батайск (учебное судно)
«Батайск» — советское научно-исследовательское учебное судно.

## История создания
Проект разработан по заказу Министерства высшего образования СССР в начале 1950-х годов, на основе проекта углевоза полученного по репарации в Германии. Исполнитель проекта — ЦКБ-57 (Ленинград), главный конструктор Л. В. Войшвилло. Пароход построен в 1950 году на Гданьской судоверфи в Польше как серийный углерудовоз водоизмещением 7800 тонн. По проекту паровая машина работала от котлов на угле. На момент постройки суда уже были морально устаревшими, а военных судов на угле почти не осталось, но заказанная серия дала работу верфям Польши. Считалось, что надо им помочь заказами.
Переоборудование на мазут велось на судоремонтном заводе в Таллине, с одновременной перестройкой помещений под учебные цели. Трюмы разделили на кубрики для курсантов (до 217 человек), помещения для прикомандированных преподавателей. Учебная служба имела отдельную баню для курсантов, спортзал.

## Служба
Порт приписки — Мурманск. Совершил большое количество дальних походов с курсантами ВУЗов и мореходных училищ из Мурманска, Москвы, Ленинграда, Одессы, Саратова, Ростова-на-Дону, Астрахани, Тобольска, Архангельска, Херсона. С 1960 по 1966 годы было выполнено 35 рейсов в Северную Атлантику, Белое, Баренцево, Гренландское, Норвежское, Балтийское, Средиземное и Северное моря, на Кубу. Значительное внимание уделялось изучению приливных течений, внутренних волн, изменчивости теплового баланса, влиянию течений на положение кромки льдов. Последние годы использовался только как учебное судно СРХФ.
Капитан —первым капитаном был Феник Иван Яковлевич.

## Оснащение
Оборудован двумя учебными аудиториями на 100 мест, шестью учебно-штурманскими рубками на 40 рабочих мест, такелажной мастерской, спортзалом (два стола для настольного тенниса). Учебные пособия, карты, навигационные инструменты, хранились в навигационной камере.

## Финал
После пожара во время ремонтных работ в начале 1970-х годов выведено из эксплуатации на 3 года, потом отремонтировано. В 1984 году (по официальному сообщению руководства Северного отряда учебных судов) УПС «Батайск» списан из действующего флота и продан на металлолом в Испанию.